# Benita Fitzgerald-Brown
Benita Fitzgerald-Brown (Warrenton, Virgínia, 6 de julho de 1961) é uma antiga atleta norte-americana, especialista em provas de 100 metros com barreiras. Foi nesta distância que, em 1984, se sagrou campeã olímpica nos Jogos Olímpicos de Los Angeles, batendo a favorita Shirley Strong por 0.04 segundos.

## Biografia
Nascida em Warrenton, Fitzgerald cresceu na vizinha cidade de Dale City, onde começou a sua atividade desportiva e académica. Frequentou a Universidade de Tennessee, onde ganhou uma bolsa escolar de atletismo que lhe permitiu concluir um B.S. em engenharia industrial. Como representante do Tennessee, participou em várias edições dos campeonatos da NCAA, onde foi campeã de 100 m barreiras em 1982 e 1983. Foi campeã nacional absoluta em 1983 e 1986.
Em 1980 foi apurada para a equipa olímpica dos Estados Unidos; no entanto, o boicote aos Jogos de Moscovo impediu-a de participar nessa edição olímpica. Em 1983 alcançou a medalha de ouro nos Jogos Pan-Americanos de 1983, realizados em Caracas, na Venezuela.
Depois de se retirar das competições, ocupou diversos cargos em organizações desportivas e universitárias nacionais. Em agosto de 2013 assumiu o cargo de chief of organizational excellence do Comitê Olímpico dos Estados Unidos. Também integra uma comissão para a integração da mulher no desporto sob a égide do Comité Olímpico Internacional.
Após o casamento com Ron, mudou o nome para Benita Fitzgerald-Morley. Atualmente, vive com o maridos e os seus dois filhos em Colorado Springs.